# Theopompella congica
Theopompella congica är en bönsyrseart som beskrevs av Rehn 1949. Theopompella congica ingår i släktet Theopompella och familjen Liturgusidae. Inga underarter finns listade i Catalogue of Life.